# Шмідтово
Шмі́дтово (рос. Шмидтово, башк. Шмидт) — присілок у складі Уфимського району Башкортостану, Росія. Входить до складу Русько-Юрмаської сільської ради.
Населення — 406 осіб (2010; 296 в 2002).
Національний склад:
- росіяни — 75 %